# Crisis de Brasil de 1999
La Crisis de Brasil de 1999, conocida también como Crisis Caipirinha o Efecto Caipirinha, fue una crisis sucedida en Brasil en 1999, cuyos efectos se extendieron a otros países del mundo, en especial Argentina y Uruguay. Las causas de la crisis de Brasil de 1999 han sido relacionadas tanto por efectos externos, como el efecto mariposa de distintas crisis financieras globales encadenadas, y tanto por efectos internos, como la propia inflación y devaluación de la moneda nacional que Brasil acarreaba y las políticas económicas tomadas en consecuencia, inspiradas en lo establecido en el Consenso de Washington. 

## Antecedentes
En las dos décadas anteriores de los años 80 y 90, Brasil, que sufría de altos niveles de inflación y devaluación de su propia divisa, responde con la introducción y cambio de diversas monedas nacionales, de forma muy seguida entre sí, creando desconfianza entre los agentes internacionales. Se sustituyó el cruzeiro por el cruzado y finalmente por el real, que llega hasta nuestros días.
Sumado a esto, la crisis Caipirinha, llamada así por ser la bebida nacional de Brasil, se originó al rebufo de otras surgidas antes y de igual transcendencia para el país sudamericano. Por una parte, la fuga de capitales en México, que había llevado a la crisis Tequila (o efecto Tequila). Y por otro, el descenso de los precios de los países emergentes, que había ocasionado fuertes déficits públicos en aquellos países cuya economía era mantenida a base de ventas en el exterior de materias primas, como Rusia, que había sufrido del llamado efecto Vodka, que fue una consecuencia de la crisis financiera de los países asiáticos que comenzó en 1997. Esta cadena de crisis es usualmente considerada la primera gran crisis de la globalización contemporánea.

## Historia

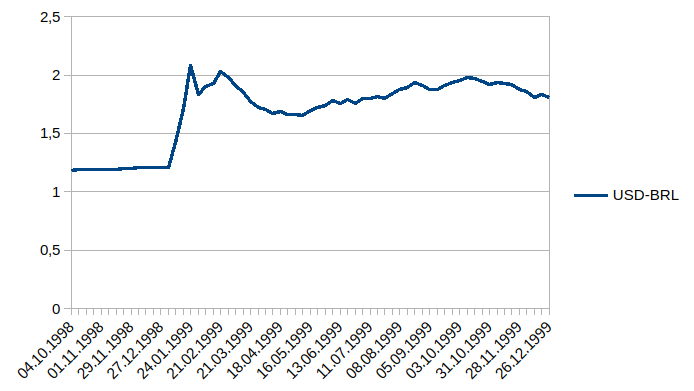
Cotización semanal del real brasileño con respecto al dolar entre octubre de 1998 y diciembre de 1999. Entre el comienzo y el final del mes de Enero de 1999 el real pasó de 1,21 reales por dolar a 2 reales por dolar.

En 1999 Brasil atravesaba una crisis económica bajo el mandato de Fernando Henrique Cardoso. Se caracterizó por la fuga de capitales, caída del nivel de actividad y cuentas públicas en rojo. La medida que tomó el gobierno para revertir esta situación fue la devaluación del real con respecto al dólar para aumentar la competitividad de los productos brasileños. 
Esta situación generó un efecto sobre la economía argentina que vio caer las exportaciones hacia Brasil, profundizando el declive de la economía. El efecto de la crisis en Brasil sobre la economía Argentina recibió el nombre de efecto Capirinha por parte de la Fundación Capital, denominación que fue luego utilizada por economistas y medios de comunicación. Este nombre hace referencia al efecto Tequila, un fenómeno económico causado por la crisis de México de 1994.
Los sectores más afectados de la industria argentina fueron aquellos que dependían del mercado brasileño como automotores, textiles, calzado, lácteos, maquinaria eléctrica, plásticos, frutas frescas y neumáticos. La caída en el nivel de actividad tuvo un efecto además sobre la recaudación fiscal y produjo un aumento del déficit a finales de los años 90.
El gobierno argentino, primero bajo la presidencia de Menem (1989-1999) y luego de De la Rúa (1999-2001), tomó la decisión de no devaluar el peso aun bajo este escenario de pérdida de competitividad contra Brasil, lo cual desencadenó la crisis de diciembre de 2001, que llevó a la crisis financiera de 2002 en Uruguay.     